# 윌라 베르브라우크
윌라 베르브라우크(네덜란드어: Ulla Werbrouck, 1972년 1월 24일~)는 벨기에의 은퇴한 유도 선수이자 정치인이다. 1996년 하계 올림픽 여자 하프헤비급에서 금메달을 획득했으며,  세계 선수권 대회에서 은메달 2개, 동메달 1개, 유럽 선수권 대회에서 금메달 7개를 획득했다. 

## 선수 경력
베르브라우크는 1972년 베스트플란데런주 이제험에서 태어났으며, 1986년 청소년 유도 국가대표 선수가 되어 네덜란드 헤이를런에서 열린 국제 청소년 유도 대회에서 우승했다. 이후 1988년 벨기에 성인 대표팀에 합류했다. 같은 해 3월 폴란드 키엘체에서 열린 폴란드 오픈 대회에 참가하여 성인 국가대표팀 데뷔 경기를 가졌다.
1996년 2월 파리 투어에서 중화인민공화국의 탕린과 함께 3위에 올랐고, 2월에 열린 뮌헨 마스터스 대회에서 스페인의 크리스티나 쿠르토를 꺾고 우승을 차지했다. 5월에는 헤이그에서 열린 1996년 유럽 선수권 대회에서 스페인의 쿠르토, 폴란드의 아가타 므루스, 영국의 케이트 호위, 네덜란드의 카린 킨하위스를 꺾으며 우승을 차지했다. 같은 해 7월 미국 애틀랜타에서 열린 1996년 하계 올림픽 하프헤비급 부문에 출전하여 러시아의 스베틀라나 갈랸트, 스페인의 쿠르토, 우크라이나의 테탸나 벨랴예바를 차례로 꺾었고 결승전에서 일본의 다나베 요코를 꺾고 금메달을 획득하였다. 12월에는 후쿠오카 국제 토너먼트에서 일본의 후쿠바 유리코를 누르고 우승을 차지했다.
2002년 독일 부퍼탈에서 열린 독일 오픈에서 독일의 이본 반사르트와 함께 3위에 올랐고 그 해에 현역에서 은퇴했다.

## 정치 경력
2007년 1월 현역 시절 자신을 지도한 유도 지도자 출신인 장마리 데데커르가 창당한 우익 자유주의 정당인 데데커르 테두리 당에 입당했다. 같은 해 6월에 실시된 연방 선거에서 벨기에 하원의원(2007~2009)으로 선출되었다.
2009년 지방 선거에서 플람스 의회 의원으로 선출되었으며, 임기를 마친 후에는 재선에 나서지 않았다.

## 개인사
축구 선수 출신인 디미트리 힘퍼와 결혼하였으며, 2002년에는 장남 트리스탄, 2004년에 차남 밀란, 2006년에 3남 키안을 낳았다.